# Furio Andreotti
Furio Andreotti (Roma, 23 aprile 1965) è un autore televisivo e regista teatrale italiano.

## Biografia
Frequenta il corso di scenografia all'Accademia di belle arti di Roma, e lavora nei primi anni ottanta come assistente con gli scenografi Paolo Biaggetti e Fiorenzo Senese. Negli stessi anni opera anche come fotografo con l'agenzia d'arte La Gregoriana. Collabora dal 1987 al 1995 come art director per le case di moda Phisizoa, Kunie e Dalaga. Nel 1994 inizia la sua attività teatrale frequentando il laboratorio di acting training tenuto da Beatrice Bracco. Nel 1996 con Claudio Santamaria, Paola Cortellesi, Lucia Ocone, Libero De Rienzo, Lucilla Lupaioli, Alessandro Vannucci e Alberto Moretti crea il gruppo teatrale Area Teatro e Compagine. 
Dal 2000 tiene corsi di recitazione presso il Centro sperimentale di cinematografia.

## Sceneggiatore

### Cinema
- Scusate se esisto!, regia di Riccardo Milani (2014)
- Gli ultimi saranno ultimi, regia di Massimiliano Bruno (2015)
- Come un gatto in tangenziale, regia di Riccardo Milani (2017)
- Ma cosa ci dice il cervello, regia di Riccardo Milani (2019)
- Come un gatto in tangenziale - Ritorno a Coccia di Morto, regia di Riccardo Milani (2021)
- Corro da te, regia di Riccardo Milani (2022)
- Nata per te, regia di Fabio Mollo (2023)
- C'è ancora domani, regia di Paola Cortellesi (2023)
- Il treno dei bambini, regia di Cristina Comencini (2024)

### Serie
- Petra, regia di Maria Sole Tognazzi (2020-2022)
- Maschi veri, regia di Matteo Oleotto e Letizia Lamartire (2025)

## Teatro
- Zero, regia di Furio Andreotti, con Massimiliano Bruno (2020)
- Se stasera sono qui, regia di Furio Andreotti, con Riccardo Rossi (2007)
- Gli ultimi saranno ultimi, regia di Furio Andreotti e Giampiero Solari, con Paola Cortellesi (2006)
- Let liberi esperimenti teatrali, direzione artistica di Furio Andreotti (2005)
- Zero, regia di Furio Andreotti, con Massimiliano Bruno (2005)
- Darkroom, regia di Furio Andreotti, con Claudio Santamaria (2003)
- Ancora un attimo, regia di Furio Andreotti, con Paola Cortellesi e Massimiliano Bruno (2003)
- L'iradiddio, regia di Furio Andreotti, con Paola Cortellesi, Claudio Santamaria, Libero De Rienzo, Lucia Ocone (2003)
- Yard gal, regia di Furio Andreotti, con Paola Cortellesi, Lucia Ocone (2001)
- L'ultima cena, regia di Furio Andreotti, con Claudio Santamaria, Giampaolo Morelli, Gabriele Mainetti (2000)
- Suzanne Lenglen, regia di Furio Andreotti, con Paola Cortellesi, Giorgia Trasselli (2000)
- La parrucca Rossa, regia di Furio Andreotti, con Massimo De Santis, Giorgia Trasselli (1999)
- Umane gesta, regia di Furio Andreotti, con Paola Cortellesi, Libero De Rienzo (1999)
- Cose che capitano, regia di Furio Andreotti, con Paola Cortellesi, Massimiliano Bruno (1998)
- Mio sangue, regia di Furio Andreotti, con Claudio Santamaria, Libero De Rienzo, Riccardo Onorato, Lucia Ocone (1998)
- Nella voce, regia di Furio Andreotti, con Lucilla Lupaioli, Alberto Alemanno (1997)
- L'anello di Erode, regia di Furio Andreotti, con Claudio Santamaria, Massimo De Santis, Alberto Alemanno, Massimiliano Violante (1996)
- Di viscere e di cuore, regia di Furio Andreotti, con Claudio Santamaria, Lucilla Lupaioli, Cristina Simoni, Rosangela Da Silva, Massimo De Santis (1995)

## Programmi TV
- TV Talk, con Mia Ceran (Rai Tre, 2024)
- TV Talk, con Massimo Bernardini (Rai Tre, 2023)
- TV Talk, con Massimo Bernardini (Rai Tre, 2022)
- TV Talk, con Massimo Bernardini (Rai Tre, 2021)
- 90 special, con Nicola Savino (Italia Uno, 2018)
- TV Talk, con Massimo Bernardini (Rai Tre, 2017)
- Telethon, capo progetto maratona e charity (Rai Uno, 2016)
- TV Talk, con Massimo Bernardini (2016)
- Laura & Paola, con Laura Pausini e Paola Cortellesi (Rai Uno, 2016)
- Telethon, capo progetto maratona e charity (Rai Uno, 2015)
- Quelli che il calcio (Rai Due, 2015)
- Telethon, capo progetto maratona e charity (Rai Uno, 2014)
- Quanto manca? (Rai Due, 2014)
- Il tempo e la storia, con Massimo Bernardini (Rai Tre e Rai Storia, 2014)
- Quelli che il calcio (Rai Due, 2014)
- TV Talk, con Massimo Bernardini (2014)
- Il tempo e la storia, con Massimo Bernardini (Rai Tre e Rai Storia, 2013)
- TV Talk, con Massimo Bernardini (Rai Tre, 2013)
- Bye Bye Cinderella (La5 e Canale 5, 2013)
- G' Day, con Geppi Cucciari (La7, 2012)
- TV Talk, con Massimo Bernardini (Rai Tre, 2012)
- Zelig, con Claudio Bisio, Paola Cortellesi (Canale 5, 2012)
- TV Talk, con Massimo Bernardini (Rai Tre, 2011)
- Zelig, con Claudio Bisio, Paola Cortellesi (Canale 5, 2011)
- Ale e Franz Sketch Show, con Ale e Franz (Italia Uno, 2010)
- TV Talk, con Massimo Bernardini (Rai Tre, 2010)
- Loveline, con Angela Rafanelli (Mtv, 2010)
- Protagoniste, con Anna Galiena, Valeria Graci, Marina Terragni (Lei Canale Sky 125, 2009)
- Non perdiamoci di vista, con Paola Cortellesi (Rai Tre, 2009)
- Quelli che il calcio, con Simona Ventura (Rai Due, 2009)
- Dopofestival, con Elio e le Storie Tese (Rai Uno, 2008)
- Quelli che il calcio, con Simona Ventura (Rai Due, 2007)
- Celebrity, con Fabio Canino (Sky Vivo, 2007)
- 57º Festival di Sanremo, con Pippo Baudo, Michelle Hunziker (Rai Uno, 2007)
- TG Show, con Fabio Canino (Sky Show, 2007)
- Quelli che il calcio, per Lucia Ocone (Rai Due, 2006)
- Reality Circus, con Barbara D'Urso (Canale 5, 2006)
- Shake-it, con Laura Barriales (Sky Show, 2006)
- Music Farm, per Lucia Ocone (Rai Due, 2006)
- La Fattoria, con Barbara D'Urso (Canale 5, 2006)
- Quelli che il calcio, per Lucia Ocone (Rai Due, 2005)
- Mai dire... lunedì, con la Gialappa's Band (Italia Uno, 2005)
- Due sul divano, direzione artistica (La 7, 2005)
- Settima dimensione, con Sabrina Nobile, Massimiliano Bruno (La 7, 2005)
- Cronache marziane, con Fabio Canino (Italia Uno, 2005)
- Mai dire Grande Fratello & Figli, con la Gialappa's band (Italia Uno, 2004)
- Milano rockin' fashion, con Victoria Cabello, Marco Maccarini, Paola Barale (Italia Uno, 2004)
- Mai dire Grande Fratello, con la Gialappa's band (Italia Uno, 2004)
- Nessundorma, con Paola Cortellesi (Rai Due, 2004)
- Mai dire domenica, con la Gialappa's band (Italia Uno, 2004)
- 54º Festival di Sanremo, con Simona Ventura, Gene Gnocchi, Paola Cortellesi, Maurizio Crozza (Rai Uno, 2004)
- Trash, con Enrico Montesano (Rai Uno, 2004)
- Mai dire Grande Fratello, con la Gialappa's band (Italia Uno, 2003)
- Assolo, direzione artistica (La 7, 2003)
- Mai dire domenica, con la Gialappa's band (Italia Uno, 2003)
- Concerto del Primo Maggio, con Paola Cortellesi, Claudio Amendola (Rai Tre, 2003)
- Uno di noi, con Gianni Morandi, Lorella Cuccarini, Paola Cortellesi (Rai Uno, 2002)
- Mai dire domenica, con la Gialappa's band (Italia Uno, 2002)
- Crea, direzione artistica (La 7, 2002)
- Mai dire Grande Fratello, con la Gialappa's band (Italia Uno, 2002)
- Premio italiano della musica, con Linus, Paola Cortellesi (Italia Uno, 2002)
- Mai dire Gol, con la Gialappa's band (Italia Uno, 2001)
- Premio italiano della musica, con Linus, Paola Cortellesi (Italia Uno, 2001)
- Libero, con Paola Cortellesi (Rai Due, 2001)
- Mai dire Grande fratello, con la Gialappa's band  (Italia Uno, 2000)
- Mai dire Gol, con la Gialappa's band (Italia Uno, 2000)

## Riconoscimenti
- David di Donatello
  - 2024 - Migliore sceneggiatura originale per C'è ancora domani

- Nastro d'argento
  - 2024 - Premio per la sceneggiatura per C'è ancora domani

- Ciak d'oro
  - 2024 per C'è ancora domani